# Beiqiao
Beiqiao (chiń. 北桥站) – stacja metra w Szanghaju, na linii 5. Znajduje się pomiędzy stacjami Zhuanqiao i Jianchuan Lu. Została otwarta 25 listopada 2003.